# Вилагранде (Л'Аквила)
Вилагранде (итал. Villagrande) је насеље у Италији у округу Л'Аквила, региону Абруцо.
Према процени из 2011. у насељу је живело 734 становника. Насеље се налази на надморској висини од 875 м.